# Morschen
Morschen is een gemeente in de Duitse deelstaat Hessen, en maakt deel uit van de Schwalm-Eder-Kreis. Het gemeentebestuur zetelt in Altmorschen. Morschen telt 3.225 inwoners.

## Bezienswaardigheden
De hele gemeente Morschen heeft een groot aantal historische en culturele bezienswaardigheden. Vooral het klooster Haydau, de historische marktstraat in Neumorschen, het laatbarokke landhuis "Altes Forstamt" en de Joodse begraafplaats in Binsförth vallen op. 

## Bekende inwoners
- Johann Sutel (ca. 1504-1575), protestants theoloog en hervormer, geboren in Morschen.
- August Heinzerling (1899-1989), uitvinder van de Rührfix, geproduceerd in Morschen
- Anna-Sophie Mahler (1979), regisseuse
- Nils Seethaler (1981), cultureel antropoloog

### Erenburgers
- 1981: Waltari Bergmann (1918-2000), rector, lokaal historicus
- 1998: Gottfried Kiesow (1931–2011), beeldhouwer
- 2001: Ludwig Georg Braun (1943), Duits zakenman

## Afbeelding

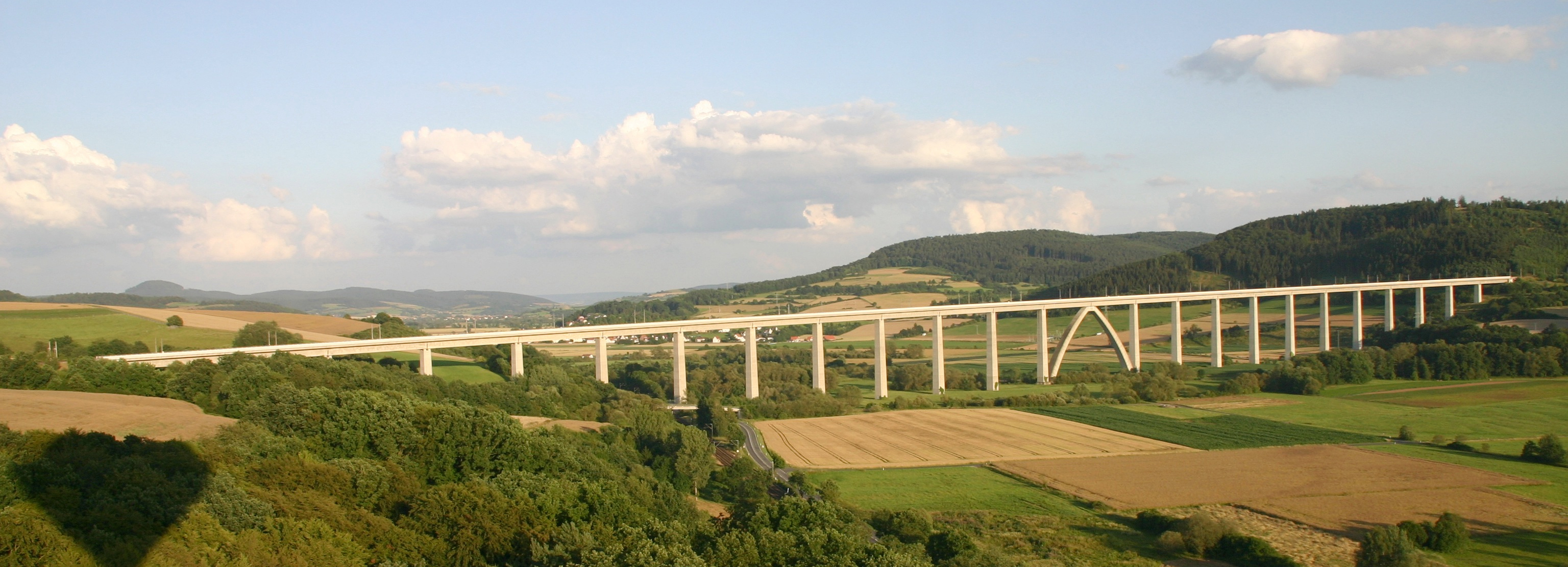
Fuldatalbrücke in de spoorlijn Hannover - Würzburg
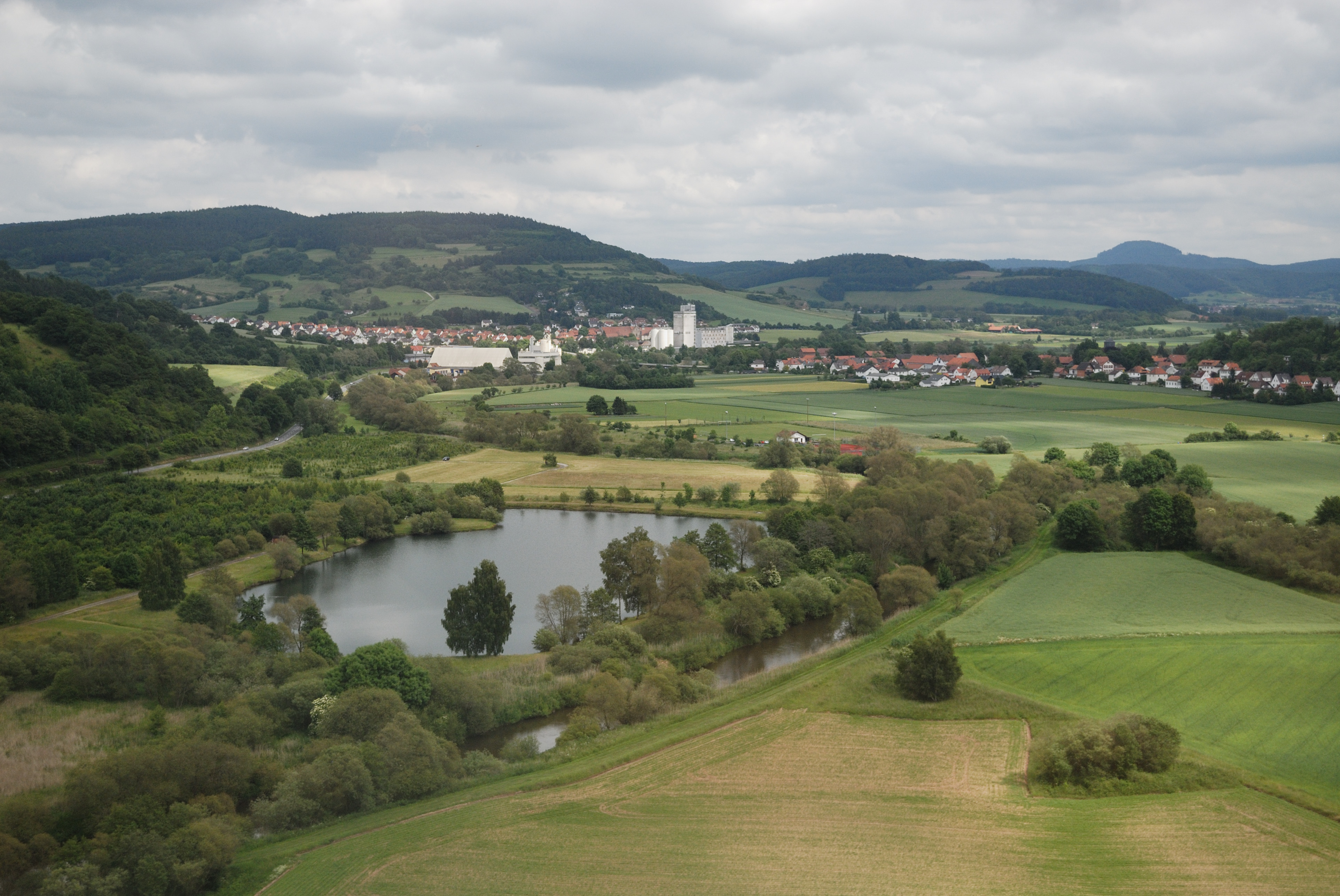
Gezicht op Morschen vanuit de trein op dit viaduct
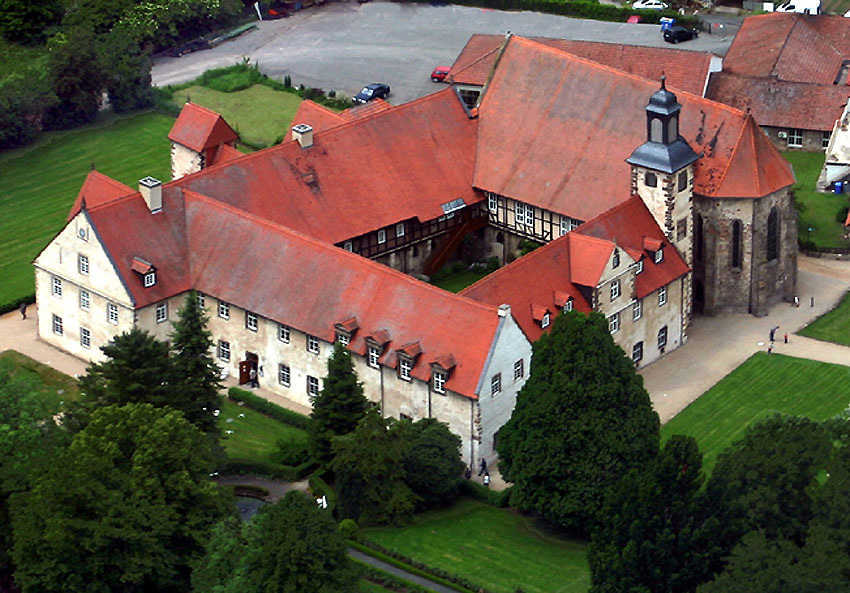
Kloster Haydau

Bad Zwesten · Borken · Edermünde · Felsberg · Frielendorf · Fritzlar · Gilserberg · Gudensberg · Guxhagen · Homberg · Jesberg · Knüllwald · Körle · Malsfeld · Melsungen · Morschen · Neuental · Neukirchen · Niedenstein · Oberaula · Ottrau · Schrecksbach · Schwalmstadt · Schwarzenborn · Spangenberg · Wabern · Willingshausen